# Pierre Lapointe
Pierre Lapointe (Alma, 23 maggio 1981) è un cantante canadese.

## Biografia
Cresciuto a Gatineau, Lapointe ha iniziato a lavorare per la Audiogram a parte dall'estate 2003. Il suo primo album in studio eponimo ha venduto oltre 100 000 copie a livello nazionale, conseguendo una certificazione di platino dalla Music Canada. Lo stesso risultato è stato eguagliato dal disco successivo La forêt des mal-aimés, il quale si è posto in vetta alla Canadian Albums e che gli ha valso due nomination ai Juno Award.
Ha in seguito ottenuto altre due certificazioni d'oro dalla MC e due album numero uno in Canada. È divenuto coach a La Voix, la versione quebecchese di The Voice, per diverse stagioni.

## Discografia

### Album in studio
- 2004 – Pierre Lapointe
- 2006 – La forêt des mal-aimés
- 2009 – Sentiments humains
- 2011 – Seul au piano
- 2013 – Punkt
- 2013 – Les Callas
- 2014 – Paris tristesse
- 2017 – La Science du cœur
- 2018 – Ton corps est déjà froid (con Les Beaux Sans-Coeur)
- 2019 – Pour déjouer l'ennui
- 2020 – Chansons hivernales

### Album dal vivo
- 2007 – En concert dans la forêt des mal-aimés

### Album di remix
- 2007 – 2 X2

### EP
- 2007 – 25-1-14-14
- 2010 – Les vertiges d'en haut

### Raccolte
- 2015 – L'Intégrale

### Singoli
- 2006 – Deux par deux rassemblés
- 2019 – Qu'est-ce qu'on y peut? (con Clara Luciani)
- 2019 – Tatouage
- 2020 – Six heures d'avion nous séparent (con Mika)

### Colonne sonore
- Un vizio di famiglia (L'origine du mal), regia di Sébastien Marnier (2022)